# Elecciones municipales de 2019 en Casarrubuelos
Las elecciones municipales de 2019 se celebraron en Casarrubuelos el domingo 26 de mayo, de acuerdo con el Real Decreto de convocatoria de elecciones locales en España dispuesto el 1 de abril de 2019 y publicado en el Boletín Oficial del Estado el día 2 de abril. Se eligieron los 11 concejales del pleno del Ayuntamiento de Casarrubuelos, a través de un sistema proporcional (método d'Hondt), con listas cerradas y un umbral electoral del 5 %.

## Resultados
Tras las elecciones, el nuevo partido de alianzas de izquierdas La Izquierda Hoy-Los Verdes consiguió entrar al consistorio con 4 escaños, siendo el vencedor de las elecciones en la localidad; el Partido Popular perdió dos de los escaños de la anterior legislatura, consiguiendo 3 de los 11 del consistorio; el Partido Socialista Obrero Español se mantuvo con 1 escaño; por su parte, el partido de ámbito local Partido Independiente Alternativo Casarrubuelos, la alianza Izquierda Unida-Madrid en Pie y Ciudadanos consiguieron entrar al consistorio con 1 escaño cada uno.
| Candidatura     | Candidatura                                               | Candidato                          | Votos | %                                       | Escaños                                 |
| --------------- | --------------------------------------------------------- | ---------------------------------- | ----- | --------------------------------------- | --------------------------------------- |
|                 | La Izquierda Hoy-Los Verdes                               | Vicente José Astillero Ballesteros | 545   | 30,97                                   | 4                                       |
|                 | Partido Popular (PP)                                      | Javier Romero Chacón               | 405   | 23,01                                   | 3                                       |
|                 | Partido Independiente Alternativo Casarrubuelos (P.I.A.C) | Sergio Quesada Sánchez             | 214   | 12,16                                   | 1                                       |
|                 | Partido Socialista Obrero Español (PSOE)                  | Rosa María Manzano Díaz            | 176   | 10,00                                   | 1                                       |
|                 | Izquierda Unida-Madrid en Pie                             | Ana María de Ana Bodas             | 134   | 7,61                                    | 1                                       |
|                 | Ciudadanos-Partido de la Ciudadanía (Cs)                  | Benito Eladio Rivera               | 132   | 7,50                                    | 1                                       |
| Podemos         | Podemos                                                   | Vicente Pintor García              | 130   | 7,39                                    | 0                                       |
| Votos en blanco | Votos en blanco                                           | Votos en blanco                    | 24    | 1,36                                    | n/a                                     |
| Votos válidos   | Votos válidos                                             | Votos válidos                      | 1.736 | 100,00                                  | 11                                      |
| Votos nulos     | Votos nulos                                               | Votos nulos                        | 23    | Participación: · \| \| 65,96 % \| 5,25% | Participación: · \| \| 65,96 % \| 5,25% |
| Votantes        | Votantes                                                  | Votantes                           | 1.783 | Participación: · \| \| 65,96 % \| 5,25% | Participación: · \| \| 65,96 % \| 5,25% |
| Electores       | Electores                                                 | Electores                          | 2.703 | Participación: · \| \| 65,96 % \| 5,25% | Participación: · \| \| 65,96 % \| 5,25% |
|                 | 65,96 %                                                   |                                    |       |                                         |                                         |

## Concejales electos
| N.º | Nombre                             | Lista | Lista  |
| --- | ---------------------------------- | ----- | ------ |
| 1   | Vicente José Astillero Ballesteros |       | LIH-LV |
| 2   | Javier Romero Chacón               |       | PP     |
| 3   | María del Carmen Sierra Caballero  |       | LIH-LV |
| 4   | Sergio Quesada Sánchez             |       | PIAC   |
| 5   | Miriam Machero Mellides            |       | PP     |
| 6   | Sergio Jorquera Ciudad             |       | LIH-LV |
| 7   | Rosa María Manzano Díaz            |       | PSOE   |
| 8   | María del Carmen Asensio Madrid    |       | LIH-LV |
| 9   | Daniel Fraile Palos                |       | PP     |
| 10  | Ana María de Ana Bodas             |       | IU-MeP |
| 11  | Benito Eladio Rivera               |       | Cs     |